# Chamborand
Chamborand település Franciaországban, Creuse megyében. Lakosainak száma 243 fő (2022. január 1.). Chamborand Le Grand-Bourg, Saint-Priest-la-Feuille és Fursac községekkel határos.

## Népesség
A település népességének változása:
| Lakosok száma | 310  | 277  | 266  | 235  | 243  | 248  | 243  | 241  | 242  | 243  |
|               | 1968 | 1982 | 1990 | 2006 | 2013 | 2015 | 2017 | 2019 | 2020 | 2022 |